# Iso-elektrisch focusseren
Iso-elektrisch focusseren is een methode uit de biotechnologie om eiwitten op basis van hun iso-elektrische punt, dat afhankelijk is van de lading van de residuen aminozuur, te scheiden. Het is een vorm van eiwitzuivering. 
Een pH-gradiënt bepaalt het gedrag van de eiwitten, de zure residuen worden negatief geladen in een basisch milieu, en omgekeerd. De eiwitten, die een verzameling zijn van basische en zure residuen, zullen migreren tot ze bij de pH-zone, overeenkomstig hun iso-elektrische punt, terechtkomen waar hun netto-lading nul wordt.
Capillaire elektroforese is een methode, die er mee kan worden vergeleken.